# Hondurees voetbalelftal (mannen)
Het Hondurees voetbalelftal is een team voetballers dat Honduras vertegenwoordigt bij internationale wedstrijden en competities, zoals de (kwalificatie)wedstrijden voor het WK, de CONCACAF Gold Cup en de Copa Centroamericana.
Honduras is ook bekend om de Voetbaloorlog met El Salvador die ontstond na een kwalificatiewedstrijd voor het WK 1970.
Het Hondurees voetbalelftal behaalde in september 2001 met de 20ste plaats de hoogste positie op de FIFA-wereldranglijst, in november 1998 werd met de 95ste plaats de laagste positie bereikt.
In 2006 ondernamen officials van de Hondurese voetbalbond pogingen om de Argentijnse voetballegende Diego Maradona te strikken als bondscoach van het nationale voetbalelftal. "Hij is iemand die ons veel aanzien zou geven", sprak Rafael Callejas, directielid van de Hondurese voetbalfederatie. De flirt liep uiteindelijk op niets uit.

## Deelname aan internationale toernooien

### Wereldkampioenschap
Vanaf 1960 doet Honduras mee aan kwalificatiewedstrijden voor het Wereldkampioenschap voetbal. Op 4 september speelde het zijn eerste wedstrijd tegen Costa Rica en won deze wedstrijd met 2–1. Uiteindelijke zou het land gelijk eindigen in de poule waar ook Guatemala deel van uitmaakte. Op neutraal terrein werd verloren van Costa Rica (0–1). Honduras wist zich 3 keer te kwalificeren voor het eindtoernooi. De eerste keer was in 1982 in Spanje. In groep G werd de eerste wedstrijd gespeeld tegen Spanje (1–1). Daarna volgden wedstrijden tegen Noord-Ierland (1–1) en Joegoslavië (0–1). Honduras eindigde met 2 punten op de vierde plaats in de poule. In 2010 in Zuid-Afrika speelde Honduras weer mee op het eindtoernooi. Dit keer kwamen ze in poule H met weer Spanje (0–2)en nu Zwitserland (0–0) en Chili (0–1). In 2014 werd het ook vierde in de poule. Dit keer met Frankrijk (0–3), Zwitserland (0–3) en Ecuador (1–2).
| Wereldkampioenschap voetbal overzicht | Wereldkampioenschap voetbal overzicht | Wereldkampioenschap voetbal overzicht | Wereldkampioenschap voetbal overzicht | Wereldkampioenschap voetbal overzicht | Wereldkampioenschap voetbal overzicht | Wereldkampioenschap voetbal overzicht | Wereldkampioenschap voetbal overzicht | Wereldkampioenschap voetbal overzicht |
| Jaar                                  | Ronde                                 | Wed.                                  | W                                     | G                                     | V                                     | DV                                    | DT                                    | Kwal                                  |
| ------------------------------------- | ------------------------------------- | ------------------------------------- | ------------------------------------- | ------------------------------------- | ------------------------------------- | ------------------------------------- | ------------------------------------- | ------------------------------------- |
| 1962                                  | Niet gekwalificeerd                   | Niet gekwalificeerd                   | Niet gekwalificeerd                   | Niet gekwalificeerd                   | Niet gekwalificeerd                   | Niet gekwalificeerd                   | Niet gekwalificeerd                   | Niet gekwalificeerd                   |
| 1966                                  | Niet gekwalificeerd                   | Niet gekwalificeerd                   | Niet gekwalificeerd                   | Niet gekwalificeerd                   | Niet gekwalificeerd                   | Niet gekwalificeerd                   | Niet gekwalificeerd                   | Niet gekwalificeerd                   |
| 1970                                  | Niet gekwalificeerd                   | Niet gekwalificeerd                   | Niet gekwalificeerd                   | Niet gekwalificeerd                   | Niet gekwalificeerd                   | Niet gekwalificeerd                   | Niet gekwalificeerd                   | Niet gekwalificeerd                   |
| 1974                                  | Niet gekwalificeerd                   | Niet gekwalificeerd                   | Niet gekwalificeerd                   | Niet gekwalificeerd                   | Niet gekwalificeerd                   | Niet gekwalificeerd                   | Niet gekwalificeerd                   | Niet gekwalificeerd                   |
| 1978                                  | Teruggetrokken                        | Teruggetrokken                        | Teruggetrokken                        | Teruggetrokken                        | Teruggetrokken                        | Teruggetrokken                        | Teruggetrokken                        | Teruggetrokken                        |
| 1982                                  | Groepsfase                            | 3                                     | 0                                     | 2                                     | 1                                     | 2                                     | 3                                     | (kwal.)                               |
| 1986                                  | Niet gekwalificeerd                   | Niet gekwalificeerd                   | Niet gekwalificeerd                   | Niet gekwalificeerd                   | Niet gekwalificeerd                   | Niet gekwalificeerd                   | Niet gekwalificeerd                   | Niet gekwalificeerd                   |
| 1990                                  | Niet gekwalificeerd                   | Niet gekwalificeerd                   | Niet gekwalificeerd                   | Niet gekwalificeerd                   | Niet gekwalificeerd                   | Niet gekwalificeerd                   | Niet gekwalificeerd                   | Niet gekwalificeerd                   |
| 1994                                  | Niet gekwalificeerd                   | Niet gekwalificeerd                   | Niet gekwalificeerd                   | Niet gekwalificeerd                   | Niet gekwalificeerd                   | Niet gekwalificeerd                   | Niet gekwalificeerd                   | Niet gekwalificeerd                   |
| 1998                                  | Niet gekwalificeerd                   | Niet gekwalificeerd                   | Niet gekwalificeerd                   | Niet gekwalificeerd                   | Niet gekwalificeerd                   | Niet gekwalificeerd                   | Niet gekwalificeerd                   | Niet gekwalificeerd                   |
| 2002                                  | Niet gekwalificeerd                   | Niet gekwalificeerd                   | Niet gekwalificeerd                   | Niet gekwalificeerd                   | Niet gekwalificeerd                   | Niet gekwalificeerd                   | Niet gekwalificeerd                   | Niet gekwalificeerd                   |
| 2006                                  | Niet gekwalificeerd                   | Niet gekwalificeerd                   | Niet gekwalificeerd                   | Niet gekwalificeerd                   | Niet gekwalificeerd                   | Niet gekwalificeerd                   | Niet gekwalificeerd                   | Niet gekwalificeerd                   |
| 2010                                  | Groepsfase                            | 3                                     | 0                                     | 1                                     | 2                                     | 0                                     | 3                                     | (kwal.)                               |
| 2014                                  | Groepsfase                            | 3                                     | 0                                     | 0                                     | 3                                     | 1                                     | 8                                     | (kwal.)                               |
| 2018                                  | Niet gekwalificeerd                   | Niet gekwalificeerd                   | Niet gekwalificeerd                   | Niet gekwalificeerd                   | Niet gekwalificeerd                   | Niet gekwalificeerd                   | Niet gekwalificeerd                   | Niet gekwalificeerd                   |
| 2022                                  | Niet gekwalificeerd                   | Niet gekwalificeerd                   | Niet gekwalificeerd                   | Niet gekwalificeerd                   | Niet gekwalificeerd                   | Niet gekwalificeerd                   | Niet gekwalificeerd                   | Niet gekwalificeerd                   |
| 2026                                  | kwalificatie                          | kwalificatie                          | kwalificatie                          | kwalificatie                          | kwalificatie                          | kwalificatie                          | kwalificatie                          | kwalificatie                          |

### CONCACAF Gold Cup
| CONCACAF-kampioenschap overzicht | CONCACAF-kampioenschap overzicht | CONCACAF-kampioenschap overzicht | CONCACAF-kampioenschap overzicht | CONCACAF-kampioenschap overzicht | CONCACAF-kampioenschap overzicht | CONCACAF-kampioenschap overzicht | CONCACAF-kampioenschap overzicht | CONCACAF-kampioenschap overzicht |
| Jaar                             | Ronde                            | Wed.                             | W                                | G                                | V                                | DV                               | DT                               | Kwal                             |
| -------------------------------- | -------------------------------- | -------------------------------- | -------------------------------- | -------------------------------- | -------------------------------- | -------------------------------- | -------------------------------- | -------------------------------- |
| 1963                             | Vierde                           | 7                                | 3                                | 1                                | 3                                | 8                                | 12                               |                                  |
| 1965                             | Niet gekwalificeerd              | Niet gekwalificeerd              | Niet gekwalificeerd              | Niet gekwalificeerd              | Niet gekwalificeerd              | Niet gekwalificeerd              | Niet gekwalificeerd              | Niet gekwalificeerd              |
| 1967                             | Derde                            | 5                                | 2                                | 2                                | 1                                | 4                                | 2                                |                                  |
| 1969                             | Gediskwalificeerd                | Gediskwalificeerd                | Gediskwalificeerd                | Gediskwalificeerd                | Gediskwalificeerd                | Gediskwalificeerd                | Gediskwalificeerd                | Gediskwalificeerd                |
| 1971                             | Zesde                            | 5                                | 0                                | 1                                | 4                                | 5                                | 11                               |                                  |
| 1973                             | Vierde                           | 5                                | 1                                | 3                                | 1                                | 6                                | 6                                |                                  |
| 1977                             | Geen deelname                    | Geen deelname                    | Geen deelname                    | Geen deelname                    | Geen deelname                    | Geen deelname                    | Geen deelname                    | Geen deelname                    |
| 1981                             | Kampioen                         | 5                                | 3                                | 2                                | 0                                | 8                                | 1                                |                                  |
| 1985                             | Tweede                           | 4                                | 1                                | 1                                | 2                                | 6                                | 6                                |                                  |
| 1989                             | Niet gekwalificeerd              | Niet gekwalificeerd              | Niet gekwalificeerd              | Niet gekwalificeerd              | Niet gekwalificeerd              | Niet gekwalificeerd              | Niet gekwalificeerd              | Niet gekwalificeerd              |
| CONCACAF Gold Cup overzicht      |                                  |                                  |                                  |                                  |                                  |                                  |                                  |                                  |
| 1991                             | Tweede                           | 5                                | 3                                | 2                                | 0                                | 12                               | 3                                | (kwal.)                          |
| 1993                             | Groepsfase                       | 3                                | 1                                | 0                                | 2                                | 6                                | 5                                | (kwal.)                          |
| 1996                             | Groepsfase                       | 2                                | 0                                | 0                                | 2                                | 1                                | 8                                | (kwal.)                          |
| 1998                             | Groepsfase                       | 2                                | 0                                | 0                                | 2                                | 1                                | 5                                | (kwal.)                          |
| 2000                             | Kwartfinale                      | 3                                | 2                                | 0                                | 1                                | 7                                | 5                                | (kwal.)                          |
| 2002                             | Niet gekwalificeerd              | Niet gekwalificeerd              | Niet gekwalificeerd              | Niet gekwalificeerd              | Niet gekwalificeerd              | Niet gekwalificeerd              | Niet gekwalificeerd              | Niet gekwalificeerd              |
| 2003                             | Groepsfase                       | 2                                | 0                                | 1                                | 1                                | 1                                | 2                                | (Kwal.)                          |
| 2005                             | Halve finale                     | 5                                | 3                                | 1                                | 1                                | 8                                | 6                                | (kwal.)                          |
| 2007                             | Kwartfinale                      | 4                                | 2                                | 0                                | 2                                | 10                               | 6                                | (wal.)                           |
| 2009                             | Halve finale                     | 5                                | 3                                | 0                                | 2                                | 6                                | 4                                | (kwal.)                          |
| 2011                             | Halve finale                     | 5                                | 1                                | 2                                | 2                                | 8                                | 5                                | (kwal.)                          |
| 2013                             | Halve finale                     | 5                                | 3                                | 0                                | 2                                | 5                                | 5                                | (kwal.)                          |
| 2015                             | Groepsfase                       | 3                                | 0                                | 1                                | 2                                | 2                                | 4                                | (kwal.)                          |
| 2017                             | Kwartfinale                      | 4                                | 1                                | 1                                | 2                                | 3                                | 2                                | (kwal.)                          |
| 2019                             | Groepsfase                       | 3                                | 1                                | 0                                | 2                                | 6                                | 4                                | (kwal.)                          |
| 2021                             | Kwartfinale                      | 4                                | 2                                | 0                                | 2                                | 7                                | 7                                | (kwal.)                          |
| 2023                             | Groepsfase                       | 3                                | 1                                | 1                                | 1                                | 3                                | 6                                | (kwal.)                          |
| 2025                             | Halve finale                     | 5                                | 2                                | 1                                | 2                                | 5                                | 9                                | (Kwal.)                          |

### CONCACAF Nations League
| CONCACAF Nations League | CONCACAF Nations League | CONCACAF Nations League | CONCACAF Nations League | CONCACAF Nations League | CONCACAF Nations League | CONCACAF Nations League | CONCACAF Nations League | CONCACAF Nations League | CONCACAF Nations League | CONCACAF Nations League | CONCACAF Nations League | CONCACAF Nations League | CONCACAF Nations League | CONCACAF Nations League | CONCACAF Nations League | CONCACAF Nations League | CONCACAF Nations League |
| Groepsfase              | Groepsfase              | Groepsfase              | Groepsfase              | Groepsfase              | Groepsfase              | Groepsfase              | Groepsfase              | Groepsfase              |                         | Finaleronde             | Finaleronde             | Finaleronde             | Finaleronde             | Finaleronde             | Finaleronde             | Finaleronde             | Finaleronde             |
| Jaar                    | Div.                    | Wed.                    | W                       | G                       | V                       | DV                      | DT                      | Res.                    | Jaar                    | Wed.                    | W                       | G                       | V                       | DV                      | DT                      | Res.                    |                         |
| ----------------------- | ----------------------- | ----------------------- | ----------------------- | ----------------------- | ----------------------- | ----------------------- | ----------------------- | ----------------------- | ----------------------- | ----------------------- | ----------------------- | ----------------------- | ----------------------- | ----------------------- | ----------------------- | ----------------------- | ----------------------- |
| 2019–20                 | A                       | 4                       | 3                       | 1                       | 0                       | 8                       | 1                       | A                       | 2020                    | 2                       | 0                       | 1                       | 1                       | 2                       | 3                       | 3e                      |                         |
| 2022–23                 | A                       | 4                       | 2                       | 0                       | 2                       | 5                       | 7                       | A                       | 2023                    | Niet gekwalificeerd     | Niet gekwalificeerd     | Niet gekwalificeerd     | Niet gekwalificeerd     | Niet gekwalificeerd     | Niet gekwalificeerd     | Niet gekwalificeerd     | Niet gekwalificeerd     |
| 2023–24                 | A                       | 4                       | 2                       | 1                       | 1                       | 8                       | 1                       | A                       | 2024                    | 2                       | 1                       | 0                       | 1                       | 2                       | 2                       | ¼                       |                         |
| 2024–25                 | A                       | 4                       | 2                       | 1                       | 1                       | 8                       | 4                       | A                       | 2025                    | 2                       | 1                       | 0                       | 1                       | 2                       | 4                       | ¼                       |                         |

### Copa Centroamericana
| UNCAF Nations Cup overzicht    | UNCAF Nations Cup overzicht | UNCAF Nations Cup overzicht | UNCAF Nations Cup overzicht | UNCAF Nations Cup overzicht | UNCAF Nations Cup overzicht | UNCAF Nations Cup overzicht | UNCAF Nations Cup overzicht | UNCAF Nations Cup overzicht |
| Jaar                           | Ronde                       | Wed.                        | W                           | G                           | V                           | DV                          | DT                          |                             |
| ------------------------------ | --------------------------- | --------------------------- | --------------------------- | --------------------------- | --------------------------- | --------------------------- | --------------------------- | --------------------------- |
| 1991                           | Tweede                      | 5                           | 2                           | 1                           | 2                           | 5                           | 5                           |                             |
| 1993                           | Kampioen                    | 3                           | 3                           | 0                           | 0                           | 7                           | 0                           |                             |
| 1995                           | Kampioen                    | 4                           | 3                           | 1                           | 0                           | 8                           | 1                           |                             |
| 1997                           | Vierde                      | 5                           | 2                           | 1                           | 2                           | 8                           | 5                           |                             |
| 1999                           | Derde                       | 5                           | 4                           | 0                           | 1                           | 11                          | 5                           |                             |
| 2001                           | Groepsfase                  | 3                           | 1                           | 1                           | 1                           | 12                          | 5                           |                             |
| 2003                           | Vierde                      | 5                           | 1                           | 1                           | 3                           | 4                           | 5                           |                             |
| 2005                           | Tweede                      | 5                           | 3                           | 2                           | 0                           | 12                          | 3                           |                             |
| 2007                           | Vijfde                      | 3                           | 1                           | 1                           | 1                           | 11                          | 5                           |                             |
| 2009                           | Derde                       | 5                           | 4                           | 0                           | 1                           | 9                           | 3                           |                             |
| Copa Centroamericana overzicht |                             |                             |                             |                             |                             |                             |                             |                             |
| 2011                           | Kampioen                    | 4                           | 3                           | 1                           | 0                           | 8                           | 3                           |                             |
| 2013                           | Tweede                      | 4                           | 1                           | 2                           | 1                           | 3                           | 3                           |                             |
| 2014                           | Vijfde                      | 4                           | 2                           | 0                           | 2                           | 3                           | 3                           |                             |
| 2017                           | Kampioen                    | 5                           | 4                           | 1                           | 0                           | 7                           | 3                           |                             |

### CCCF kampioenschap
| CCCF kampioenschap overzicht | CCCF kampioenschap overzicht | CCCF kampioenschap overzicht | CCCF kampioenschap overzicht | CCCF kampioenschap overzicht | CCCF kampioenschap overzicht | CCCF kampioenschap overzicht | CCCF kampioenschap overzicht | CCCF kampioenschap overzicht |
| Jaar                         | Ronde                        | Wed.                         | W                            | G                            | V                            | DV                           | DT                           |                              |
| ---------------------------- | ---------------------------- | ---------------------------- | ---------------------------- | ---------------------------- | ---------------------------- | ---------------------------- | ---------------------------- | ---------------------------- |
| 1946                         | Vierde                       | 5                            | 2                            | 0                            | 3                            | 17                           | 12                           |                              |
| 1948–1951                    | Geen deelname                | Geen deelname                | Geen deelname                | Geen deelname                | Geen deelname                | Geen deelname                | Geen deelname                |                              |
| 1953                         | Tweede                       | 6                            | 4                            | 0                            | 2                            | 13                           | 10                           |                              |
| 1955                         | Derde                        | 6                            | 3                            | 1                            | 2                            | 9                            | 6                            |                              |
| 1957                         | Derde                        | 4                            | 2                            | 1                            | 1                            | 6                            | 4                            |                              |
| 1960                         | Derde                        | 4                            | 0                            | 3                            | 1                            | 6                            | 7                            |                              |
| 1961                         | Derde                        | 6                            | 3                            | 0                            | 3                            | 13                           | 11                           |                              |

### Copa América
Sinds 1993 nodigt de CONMEBOL nationale teams van buiten de eigen confederatie uit voor de strijd om de Copa América. Honduras werd voor de editie van 2001 uitgenodigd omdat Argentinië de dag voor het begin van het toernooi uit veiligheidsoverwegingen verstek liet gaan in Colombia. Honduras eindigde als derde, onder meer na een 2-0 zege in de kwartfinales op titelverdediger Brazilië.
| Zuid-Amerikaans kampioenschap overzicht | Zuid-Amerikaans kampioenschap overzicht | Zuid-Amerikaans kampioenschap overzicht | Zuid-Amerikaans kampioenschap overzicht | Zuid-Amerikaans kampioenschap overzicht | Zuid-Amerikaans kampioenschap overzicht | Zuid-Amerikaans kampioenschap overzicht | Zuid-Amerikaans kampioenschap overzicht | Zuid-Amerikaans kampioenschap overzicht |
| Jaar                                    | Ronde                                   | Wed.                                    | W                                       | G                                       | V                                       | DV                                      | DT                                      |                                         |
| --------------------------------------- | --------------------------------------- | --------------------------------------- | --------------------------------------- | --------------------------------------- | --------------------------------------- | --------------------------------------- | --------------------------------------- | --------------------------------------- |
| 2001                                    | Derde                                   | 6                                       | 3                                       | 1                                       | 2                                       | 7                                       | 5                                       |                                         |

## FIFA-wereldranglijst[2]
| 1993 | 1994 | 1995 | 1996 | 1997 | 1998 | 1999 | 2000 | 2001 | 2002 | 2003 | 2004 | 2005 | 2006 | 2007 | 2008 | 2009 | 2010 | 2011 | 2012 | 2013 | 2014 | 2015 | 2016 | 2017 | 2018 |
| ---- | ---- | ---- | ---- | ---- | ---- | ---- | ---- | ---- | ---- | ---- | ---- | ---- | ---- | ---- | ---- | ---- | ---- | ---- | ---- | ---- | ---- | ---- | ---- | ---- | ---- |
| 40   | 53   | 49   | 45   | 73   | 91   | 69   | 46   | 27   | 40   | 49   | 59   | 41   | 56   | 53   | 40   | 37   | 59   | 53   | 58   | 42   | 71   | 101  | 75   | 68   | 62   |

## Huidige selectie
De volgende spelers werden opgenomen in de selectie voor de CONCACAF Gold Cup 2017.
Interlands en doelpunten bijgewerkt tot en met de kwartfinale tegen  Mexico (0–1) op 20 juli 2017.
| №           | Naam                | Wed. | Dlpnt. | Club              |
| ----------- | ------------------- | ---- | ------ | ----------------- |
| Doel        |                     |      |        |                   |
| 1           | Luis López          | 10   | 0      | Real España       |
| 18          | Ricardo Canales     | 6    | 0      | Vida              |
| 22          | Donis Escober       | 57   | 0      | Olimpia           |
| Verdediging |                     |      |        |                   |
| 2           | Félix Crisanto      | 8    | 0      | CD Motagua        |
| 3           | Maynor Figueroa     | 140  | 4      | FC Dallas         |
| 4           | Henry Figueroa      | 30   | 0      | CD Motagua        |
| 5           | Éver Alvarado       | 17   | 1      | CD Olimpia        |
| 15          | Allans Vargas       | 7    | 0      | Real España       |
| 19          | Marcelo Pereira     | 6    | 0      | CD Motagua        |
| 21          | Brayan Beckeles     | 51   | 1      | Necaxa            |
| 23          | Carlos Sánchez      | 4    | 0      | Honduras Progreso |
| Middenveld  |                     |      |        |                   |
| 6           | Bryan Acosta        | 37   | 3      | Real España       |
| 7           | Carlos Discua       | 32   | 2      | CD Motagua        |
| 8           | Alfredo Mejía       | 36   | 1      | Xanthi            |
| 10          | Alexander López     | 35   | 1      | CD Olimpia        |
| 11          | Rony Martínez       | 15   | 2      | Real Sociedad     |
| 13          | Sergio Peña         | 3    | 0      | Real Sociedad     |
| 14          | Óscar Boniek García | 121  | 3      | Houston Dynamo    |
| 20          | Jorge Claros        | 78   | 3      | Real España       |
| Aanval      |                     |      |        |                   |
| 9           | Anthony Lozano      | 22   | 7      | Tenerife          |
| 12          | Romell Quioto       | 32   | 4      | Houston Dynamo    |
| 16          | Ovidio Lanza        | 2    | 0      | Juticalpa         |
| 17          | Alberth Elis        | 21   | 3      | Houston Dynamo    |

## Selecties

### CONCACAF Gold Cup
| Selectie van Honduras bij de CONCACAF Gold Cup 2000 | Selectie van Honduras bij de CONCACAF Gold Cup 2000 | Selectie van Honduras bij de CONCACAF Gold Cup 2000 | Selectie van Honduras bij de CONCACAF Gold Cup 2000 | Selectie van Honduras bij de CONCACAF Gold Cup 2000 | Selectie van Honduras bij de CONCACAF Gold Cup 2000 | Selectie van Honduras bij de CONCACAF Gold Cup 2000 | Selectie van Honduras bij de CONCACAF Gold Cup 2000 | Selectie van Honduras bij de CONCACAF Gold Cup 2000 |
| №                                                   | Naam                                                | Wed.                                                | Dlpnt.                                              | Club                                                |                                                     |                                                     |                                                     |                                                     |
| --------------------------------------------------- | --------------------------------------------------- | --------------------------------------------------- | --------------------------------------------------- | --------------------------------------------------- | --------------------------------------------------- | --------------------------------------------------- | --------------------------------------------------- | --------------------------------------------------- |
| Doel                                                |                                                     |                                                     |                                                     |                                                     |                                                     |                                                     |                                                     |                                                     |
| 1                                                   | Wilmer Cruz                                         |                                                     |                                                     | Real España                                         |                                                     |                                                     |                                                     |                                                     |
| 12                                                  | Hugo Caballero                                      |                                                     |                                                     | CD Motagua                                          |                                                     |                                                     |                                                     |                                                     |
| Verdediging                                         |                                                     |                                                     |                                                     |                                                     |                                                     |                                                     |                                                     |                                                     |
| 2                                                   | Iván Guerrero                                       |                                                     |                                                     | CD Motagua                                          |                                                     |                                                     |                                                     |                                                     |
| 3                                                   | Reynaldo Clavasquín                                 |                                                     |                                                     | CD Motagua                                          |                                                     |                                                     |                                                     |                                                     |
| 4                                                   | Samuel Caballero                                    |                                                     |                                                     | CD Olimpia                                          |                                                     |                                                     |                                                     |                                                     |
| 5                                                   | Milton Reyes                                        |                                                     |                                                     | CD Motagua                                          |                                                     |                                                     |                                                     |                                                     |
| 6                                                   | Ninrrol Medina                                      |                                                     |                                                     | CD Motagua                                          |                                                     |                                                     |                                                     |                                                     |
| 15                                                  | Ricky García                                        |                                                     |                                                     | Real España                                         |                                                     |                                                     |                                                     |                                                     |
| Middenveld                                          |                                                     |                                                     |                                                     |                                                     |                                                     |                                                     |                                                     |                                                     |
| 8                                                   | Óscar Lagos                                         |                                                     |                                                     | CD Motagua                                          |                                                     |                                                     |                                                     |                                                     |
| 10                                                  | Julio César de León                                 |                                                     |                                                     | CD Platense                                         |                                                     |                                                     |                                                     |                                                     |
| 14                                                  | José Pineda                                         |                                                     |                                                     | CD Olimpia                                          |                                                     |                                                     |                                                     |                                                     |
| 18                                                  | Francisco Pavón                                     |                                                     |                                                     | BSV Bad Bleiberg                                    |                                                     |                                                     |                                                     |                                                     |
| 19                                                  | Danilo Turcios                                      |                                                     |                                                     | Pumas UNAH                                          |                                                     |                                                     |                                                     |                                                     |
| 20                                                  | Amado Guevara                                       |                                                     |                                                     | CD Motagua                                          |                                                     |                                                     |                                                     |                                                     |
| 22                                                  | Álex Pineda                                         |                                                     |                                                     | CD Olimpia                                          |                                                     |                                                     |                                                     |                                                     |
| Aanval                                              |                                                     |                                                     |                                                     |                                                     |                                                     |                                                     |                                                     |                                                     |
| 9                                                   | Carlos Pavón                                        |                                                     |                                                     | Atlético Celaya                                     |                                                     |                                                     |                                                     |                                                     |
| 11                                                  | Tyson Nuñez                                         |                                                     |                                                     | PAOK Saloniki                                       |                                                     |                                                     |                                                     |                                                     |
| 21                                                  | Jairo Martínez                                      |                                                     |                                                     | CD Motagua                                          |                                                     |                                                     |                                                     |                                                     |
| Bondscoach: Ramón Maradiaga                         |                                                     |                                                     |                                                     |                                                     |                                                     |                                                     |                                                     |                                                     |

| Selectie van Honduras bij de CONCACAF Gold Cup 2015 | Selectie van Honduras bij de CONCACAF Gold Cup 2015 | Selectie van Honduras bij de CONCACAF Gold Cup 2015 | Selectie van Honduras bij de CONCACAF Gold Cup 2015 | Selectie van Honduras bij de CONCACAF Gold Cup 2015 | Selectie van Honduras bij de CONCACAF Gold Cup 2015 | Selectie van Honduras bij de CONCACAF Gold Cup 2015 | Selectie van Honduras bij de CONCACAF Gold Cup 2015 | Selectie van Honduras bij de CONCACAF Gold Cup 2015 |
| №                                                   | Naam                                                | Wed.                                                | Dlpnt.                                              | Club                                                |                                                     |                                                     |                                                     |                                                     |
| --------------------------------------------------- | --------------------------------------------------- | --------------------------------------------------- | --------------------------------------------------- | --------------------------------------------------- | --------------------------------------------------- | --------------------------------------------------- | --------------------------------------------------- | --------------------------------------------------- |
| Doel                                                |                                                     |                                                     |                                                     |                                                     |                                                     |                                                     |                                                     |                                                     |
| 1                                                   | Luis López Fernández                                | 0                                                   | 0                                                   | Real España                                         |                                                     |                                                     |                                                     |                                                     |
| 18                                                  | Orlin Vallecillo                                    | ?                                                   | ?                                                   | CDS Vida                                            |                                                     |                                                     |                                                     |                                                     |
| 22                                                  | Donis Escober                                       | 37                                                  | 0                                                   | Olimpia                                             |                                                     |                                                     |                                                     |                                                     |
| Verdediging                                         |                                                     |                                                     |                                                     |                                                     |                                                     |                                                     |                                                     |                                                     |
| 2                                                   | Wilmer Crisanto                                     | 19                                                  | 0                                                   | CD Motagua                                          |                                                     |                                                     |                                                     |                                                     |
| 3                                                   | Maynor Figueroa                                     | 120                                                 | 4                                                   | Hull City                                           |                                                     |                                                     |                                                     |                                                     |
| 5                                                   | Henry Figueroa                                      | 9                                                   | 0                                                   | CD Motagua                                          |                                                     |                                                     |                                                     |                                                     |
| 12                                                  | Brayan García                                       | 2                                                   | 0                                                   | CDS Vida                                            |                                                     |                                                     |                                                     |                                                     |
| 16                                                  | Johnny Leverón                                      | 28                                                  | 3                                                   | CD Marathón                                         |                                                     |                                                     |                                                     |                                                     |
| 21                                                  | Brayan Beckeles                                     | 34                                                  | 1                                                   | Boavista                                            |                                                     |                                                     |                                                     |                                                     |
| 23                                                  | Johnny Palacios                                     | 23                                                  | 0                                                   | Olimpia                                             |                                                     |                                                     |                                                     |                                                     |
| Middenveld                                          |                                                     |                                                     |                                                     |                                                     |                                                     |                                                     |                                                     |                                                     |
| 4                                                   | Luis Garrido                                        | 30                                                  | 0                                                   | Houston Dynamo                                      |                                                     |                                                     |                                                     |                                                     |
| 6                                                   | Bryan Acosta                                        | 11                                                  | 0                                                   | Real España                                         |                                                     |                                                     |                                                     |                                                     |
| 7                                                   | Carlos Discua                                       | 16                                                  | 1                                                   | CD Motagua                                          |                                                     |                                                     |                                                     |                                                     |
| 10                                                  | Mario Martínez                                      | 55                                                  | 4                                                   | Real España                                         |                                                     |                                                     |                                                     |                                                     |
| 11                                                  | Romell Quioto                                       | 13                                                  | 0                                                   | Olimpia                                             |                                                     |                                                     |                                                     |                                                     |
| 14                                                  | Óscar Boniek García                                 | 105                                                 | 2                                                   | Houston Dynamo                                      |                                                     |                                                     |                                                     |                                                     |
| 17                                                  | Andy Najar                                          | 30                                                  | 4                                                   | RSC Anderlecht                                      |                                                     |                                                     |                                                     |                                                     |
| 19                                                  | Alfredo Mejía                                       | 21                                                  | 1                                                   | APS Panthrakikos                                    |                                                     |                                                     |                                                     |                                                     |
| 20                                                  | Jorge Claros                                        | 60                                                  | 3                                                   | Qingdao Jonoon                                      |                                                     |                                                     |                                                     |                                                     |
| Aanval                                              |                                                     |                                                     |                                                     |                                                     |                                                     |                                                     |                                                     |                                                     |
| 8                                                   | Román Castillo                                      | 7                                                   | 1                                                   | CD Motagua                                          |                                                     |                                                     |                                                     |                                                     |
| 9                                                   | Anthony Lozano                                      | 18                                                  | 5                                                   | Olimpia                                             |                                                     |                                                     |                                                     |                                                     |
| 13                                                  | Eddie Hernández                                     | 8                                                   | 0                                                   | Correcaminos                                        |                                                     |                                                     |                                                     |                                                     |
| 15                                                  | Erick Andino                                        | 4                                                   | 0                                                   | CD Motagua                                          |                                                     |                                                     |                                                     |                                                     |
| Bondscoach: Jorge Luis Pinto                        |                                                     |                                                     |                                                     |                                                     |                                                     |                                                     |                                                     |                                                     |

Hondurese voetbalbond · A-internationals · Selecties · Bondscoaches · Hondurees vrouwenelftal · Olympisch elftal · Honduras U21 · Honduras U19 · Honduras U17
1920 – 1959 ·
1960 – 1969 ·
1970 – 1979 ·
1980 – 1989 ·
1990 – 1999 ·
2000 – 2009 ·
2010 – 2019 ·
2020 − 2029
CGC 2021
CA 2001
WK 1982 · 
WK 2010 · 
WK 2014
OS 2000 · 
OS 2008 · 
OS 2012 ·
OS 2016 ·
OS 2020
1921 · 
1922–1929 · 
1930 · 
1931–1934 · 
1935 · 
1936–1945 · 
1946 · 
1947–1949 · 
1950 · 
1951–1952 · 
1953 · 
1954 · 
1955 · 
1956 · 
1957 · 
1958–1959 · 
1960 · 
1961 · 
1962 · 
1963 · 
1964 · 
1965 · 
1966 · 
1967 · 
1968 · 
1969 · 
1970 · 
1971 · 
1972 · 
1973 · 
1974 · 
1975 · 
1976 · 
1977 · 
1978 · 
1979 · 
1980 · 
1981 · 
1982 · 
1983 · 
1984 · 
1985 · 
1986 · 
1987 · 
1988 · 
1989–1990 · 
1991 · 
1992 · 
1993 · 
1994 · 
1995 · 
1996 · 
1997 · 
1998 · 
1999 · 
2000 · 
2001 · 
2002 · 
2003 · 
2004 · 
2005 · 
2006 · 
2007 · 
2008 · 
2009 · 
2010 · 
2011 · 
2012 · 
2013 · 
2014 · 
2015 · 
2016 ·
2017 ·
2018 ·
2019 ·
2020 ·
2021 ·
2022 ·
2023 ·
2024 ·
2025
Antigua en Barbuda ·
Argentinië ·
Australië ·
Azerbeidzjan ·
Belize ·
Bermuda ·
Bolivia ·
Brazilië ·
Canada ·
Chili ·
China ·
Colombia ·
Costa Rica ·
Cuba ·
Curaçao ·
Denemarken ·
Ecuador ·
El Salvador ·
Engeland ·
Finland ·
Frankrijk ·
Grenada ·
Griekenland ·
Guatemala ·
Haïti ·
IJsland ·
Israël ·
Jamaica ·
Japan ·
Joegoslavië ·
Kaaimaneilanden ·
Letland · 
Mexico ·
Nederlandse Antillen ·
Nicaragua ·
Nieuw-Zeeland ·
Noord-Ierland · 
Noorwegen ·
Panama ·
Paraguay ·
Peru ·
Puerto Rico ·
Qatar ·
Roemenië ·
Saint Vincent en de Grenadines ·
Saoedi-Arabië ·
Servië ·
Slovenië ·
Spanje ·
Suriname ·
Trinidad en Tobago ·
Turkije ·
Uruguay ·
Venezuela ·
Verenigde Arabische Emiraten ·
Verenigde Staten ·
Wit-Rusland ·
Zambia ·
Zuid-Afrika ·
Zuid-Korea ·
Zwitserland
Chili (2010) ·
Ecuador (2014) ·
Frankrijk (2014) ·
Spanje (2010) ·
Zwitserland (2010) · 
Zwitserland (2014)